# Marry You
Singles de Bruno Mars
The Lazy Song It Will Rain
Pistes de Doo-Wops & Hooligans
The Lazy Song Talking to the Moon
Marry You est le quatrième single du chanteur Bruno Mars. Il est extrait de son premier album studio Doo-Wops and Hooligans.

## Classement
| Classement (2010-2011)                  | Meilleure position |
| --------------------------------------- | ------------------ |
| Allemagne (Media Control AG)            | 15                 |
| Australie (ARIA)                        | 8                  |
| Autriche (Ö3 Austria Top 40)            | 4                  |
| Belgique (Flandre Ultratop 50 Singles)  | 11                 |
| Belgique (Wallonie Ultratop 50 Singles) | 19                 |
| Canada (Hot 100)                        | 10                 |
| Corée du Sud (Gaon International)       | 7                  |
| Espagne (Promusicae)                    | 30                 |
| France (SNEP)                           | 51                 |
| Irlande (IRMA)                          | 5                  |
| Israël (Media Forest)                   | 1                  |
| Japon (Hot 100)                         | 2                  |
| Nouvelle-Zélande (RMNZ)                 | 5                  |
| Pays-Bas (Single Top 100)               | 13                 |
| Tchéquie (IFPI Rádio)                   | 1                  |
| Royaume-Uni (Singles Chart)             | 11                 |
| Slovaquie (IFPI Rádio)                  | 1                  |
| Suisse (Schweizer Hitparade)            | 16                 |
| États-Unis (Hot 100)                    | 85                 |

### Certifications
| Pays                     | Certification | Ventes  |
| ------------------------ | ------------- | ------- |
| Allemagne (BVMI)         | 1 × Or        | 150 000 |
| Australie (ARIA)         | 2 × Platine   | 140 000 |
| Belgique (BEA)           | Or            | 15 000  |
| Canada (Music Canada)    | 2 × Platine   | 160 000 |
| Italie (FIMI)            | Or            | 15 000  |
| Nouvelle-Zélande (RIANZ) | Or            | 7 500   |
| Suisse (IFPI)            | Or            | 15 000  |